# Báron György
Báron György (Budapest, 1951. április 28. –) Balázs Béla-díjas filmesztéta, szerkesztő, a magyar filmkritikaírás egyik kiemelkedő alakja. A Magyar Újságírók Országos Szövetsége kritikusi szakosztályának elnöke, a Filmkritikusok Nemzetközi Szövetsége (FIPRESCI) hazai képviselője.

## Életpályája
Gimnáziumi tanulmányait a budapesti Kölcsey Ferenc Gimnáziumban végezte 1965–1969 között. 1970–1975 között az ELTE Állam- és Jogtudományi Karán tanult, itt szerzett jogi diplomát. 1975–1976 között elvégezte a Magyar Újságírók Országos Szövetsége újságíró-iskoláját. 1975-től a Magyar Rádió szerkesztője, majd vezető szerkesztője. 1985–1989 között az Iparművészeti Főiskola meghívott előadója volt. 1990-ben a Színház- és Filmművészeti Egyetem meghívott előadója, 1993–2007 között docense, 2007-2021 között egyetemi tanára. 1997–1999 között az ELTE meghívott előadójaként dolgozott. 1998–2000 között a Kodolányi János Főiskola meghívott előadója volt. 2006-ban a Zsigmond Király Főiskola meghívott előadójaként tevékenykedett.
Írásai filmes folyóiratokban is megjelennek.

## Művei
- Hollywood és Marienbad (1986)
- A Lumiére-galaxis vége (1996)
- „…majdnem…” A Sátántangó időkezelése (1997)
- Térstruktúra és pszichológia Hitchcock filmjeiben (2004)
- „Az arcomat a fénybe fordítom...” Grunwalsky Ferencről (2005)
- Alászállás az alvilágba. Psycho analízis; ÚMK, Bp., 2007 (Nagyítás könyvek)

## Filmjei
- Bíró Yvette filmkultúrája (1990)
- Az én XX. századom (1995)
- Fejezetek a magyar film történetéből (1995)
- A film és...(1995)
- Nők a filmvásznon (1995)
- Cukorkékség (1999)
- Az Árvai-Művek (2006)
- Szerafina (2007)
- Az igazi halál (2007)
- Digitális valóság a filmben (2007)
- A western (2008)

## Díjai, elismerései
- Balázs Béla-díj (1992)[2]
- a Sajtópáholy díja (2000)[2]
- Táncsics Mihály-díj (2010)[2]
- A Magyar Köztársasági Érdemrend lovagkeresztje (2007)
- Aranytoll (2020)[3]